# Salts al Campionat del Món de natació de 2013
La competició de salts al Campionat del Món de natació de 2013 es realitza entre els dies 20 i 28 de juliol de 2013 a la Piscina Municipal de Montjuïc (Barcelona).

## Proves
Es realitzen cinc proves, separades en competició masculina i competició femenina:
- trampolí 1 m
- trampolí 3 m
- plataforma 10 m
- trampolí sincronitzat 3 m
- plataforma sincronitzada 10 m

## Calendari
| Data                 | Hora  | Prova                                              |
| -------------------- | ----- | -------------------------------------------------- |
| 20 de juliol de 2013 | 10:00 | Preliminars trampolí 3 m. sincrontizat (dones)     |
| 20 de juliol de 2013 | 14:00 | Preliminars trampolí 1 m. (homes)                  |
| 20 de juliol de 2013 | 17:30 | Final trampolí 3 m. sincrontizat (dones)           |
| 21 de juliol de 2013 | 10:00 | Preliminars plataforma 10 m. sincronitzada (homes) |
| 21 de juliol de 2013 | 14:00 | Preliminars trampolí 1 m. (dones)                  |
| 21 de juliol de 2013 | 17:30 | Final plataforma 10 m. sincronitzada (homes)       |
| 22 de juliol de 2013 | 10:00 | Preliminars plataforma 10 m. sincronitzada (dones) |
| 22 de juliol de 2013 | 14:00 | Final trampolí 1 m. (homes)                        |
| 22 de juliol de 2013 | 17:30 | Final plataforma 10 m. sincronitzada (dones)       |
| 23 de juliol de 2013 | 10:00 | Preliminars trampolí 3 m. sincronitzat (homes)     |
| 23 de juliol de 2013 | 14:00 | Final trampolí 1 m. (dones)                        |
| 23 de juliol de 2013 | 17:30 | Final trampolí 3 m. sincronitzat (homes)           |
| 24 de juliol de 2013 | 10:00 | Women's 10 metre platform preliminaries            |
| 24 de juliol de 2013 | 14:00 | Women's 10 metre platform semifinal                |
| 25 de juliol de 2013 | 10:00 | Preliminars trampolí 3 m. (homes)                  |
| 25 de juliol de 2013 | 14:00 | Semifinal trampolí 3 m. (homes)                    |
| 25 de juliol de 2013 | 17:30 | Final plataforma 10 m. (dones)                     |
| 26 de juliol de 2013 | 10:00 | Preliminars trampolí 3 m. (dones)                  |
| 26 de juliol de 2013 | 14:00 | WSemifinal trampolí 3 m. (dones)                   |
| 26 de juliol de 2013 | 17:30 | Final trampolí 3 m. (homes)                        |
| 27 de juliol de 2013 | 10:00 | Preliminars plataforma 10 m. (homes)               |
| 27 de juliol de 2013 | 14:00 | Semifinals plataforma 10 m. (homes)                |
| 27 de juliol de 2013 | 17:30 | Final trampolí 3 m. (dones)                        |
| 28 de juliol de 2013 | 14:00 | Final plataforma 10 m. (homes)                     |

## Resum de medalles

### Categoria masculina
| Event                              | Or                                      | Or     | Plata                                   | Plata  | Bronze                                  | Bronze |
| trampolí 1 metre                   | Li Shixin · R.P. de la Xina             | 460.95 | Illya Kvasha · Ucraïna                  | 434.30 | Kevin Chavez · Mèxic                    | 431.55 |
| trampolí 3 metres                  | He Chong · R.P. de la Xina              | 544.95 | Evgeny Kuznetsov · Rússia               | 508.00 | Yahel Castillo · Mèxic                  | 498.30 |
| plataforma 10 metres               | Qiu Bo · R.P. de la Xina                | 581.00 | David Boudia · Estats Units             | 517.40 | Sascha Klein · Alemanya                 | 508.55 |
| trampolí 3 metres sincronitzat     | R.P. de la XinaQin Kai · He Chong       | 448.86 | UcraïnaIlya Zakharov · Evgeny Kuznetsov | 428.01 | MèxicRommel Pacheco · Jahir Ocampo      | 422.79 |
| plataforma 10 metres sincronitzada | AlemanyaSascha Klein · Patrick Hausding | 461.46 | RússiaVictor Minibaev · Artem Chesakov  | 445.95 | R.P. de la XinaCao Yuan · Zhang Yanquan | 445.56 |

### Categoria femenina
| Event                              | Or                                      | Or     | Plata                                    | Plata  | Bronze                                   | Bronze |
| trampolí 1 metre                   | He Zi · R.P. de la Xina                 | 307.10 | Tania Cagnotto · Itàlia                  | 307.00 | Wang Han · R.P. de la Xina               | 297.75 |
| trampolí 3 metres                  | He Zi · R.P. de la Xina                 | 383.40 | Wang Han · R.P. de la Xina               | 356.25 | Pamela Ware · Canadà                     | 350.25 |
| platforma 10 metres                | Si Yajie · R.P. de la Xina              | 392.15 | Chen Ruolin · R.P. de la Xina            | 388.70 | Yulia Prokopchuk · Ucraïna               | 354.40 |
| trampolí 3 metres sincronitzat     | R.P. de la XinaWu Minxia · Shi Tingmao  | 338.40 | ItàliaTania Cagnotto · Francesca Dallapé | 307.80 | CanadàJennifer Abel · Pamela Ware        | 300.78 |
| plataforma 10 metres sincronitzada | R.P. de la XinaLiu Huixia · Chen Ruolin | 356.28 | CanadàMeaghan Benfeito · Roseline Filion | 331.41 | MalàisiaPandelela Rinong · Leong Mun Yee | 331.14 |

## Medaller
| Posició | País            | Or | Plata | Bronze | Total |
| 1       | R.P. de la Xina | 9  | 2     | 2      | 13    |
| 2       | Alemanya        | 1  | 0     | 1      | 2     |
| 3       | Rússia          | 0  | 3     | 0      | 3     |
| 4       | Itàlia          | 0  | 2     | 0      | 2     |
| 5       | Canadà          | 0  | 1     | 2      | 3     |
| 6       | Ucraïna         | 0  | 1     | 1      | 2     |
| 7       | Estats Units    | 0  | 1     | 0      | 1     |
| 8       | Mèxic           | 0  | 0     | 3      | 3     |
| 9       | Malàisia        | 0  | 0     | 1      | 1     |
| Total   | Total           | 10 | 10    | 10     | 30    |

## Saltadors
- Alemanya (10)
- Armènia (2)
- Austràlia (8)
- Àustria (2)
- Azerbaidjan (2)
- Belarús (2)
- Brasil (1)
- Canadà (7)
- Colòmbia (6)
- Corea del Nord (5)
- Corea del Sud (6)
- Croàcia (2)
- Cuba (7)
- Espanya (6)
- Estats Units (15)
- Finlàndia (1)
- França (4)
- Geòrgia (1)
- Grècia (2)
- Hong Kong (5)
- Hongria (4)
- Indonèsia (7)
- Itàlia (11)
- Jamaica (1)
- Japó (4)
- Kuwait (1)
- Lituània (2)
- Macau (5)
- Malàisia (8)
- Mèxic (13)
- Noruega (3)
- Països Baixos (4)
- Polònia (1)
- Puerto Rico (1)
- Regne Unit (10)
- República Dominicana (2)
- Romania (2)
- Rússia (13)
- Sud-àfrica (4)
- Suècia (4)
- Ucraïna (12)
- Veneçuela (6)
- R.P. de la Xina (15)
- Xina Taipei (1)